# باور ديناموز
نادى باور ديناموز هو أكبر، وأعرق أندية زامبيا، وأكثرها إحرازا للبطولات. ويمثل بلادة في بطولات الأندية الأفريقية.

## إنجازات فريق كرة القدم
- حصل علي بطولة أفريقيا للأندية ابطال الكأس عام 1991.
- وصيف بطولة أفريقيا للأندية ابطال الكأس عام 1982.